# 石棚山石棚
石棚山石棚位于中国辽宁省盖州市二台乡大石棚村，其东南为许家屯（许屯镇），东北为九寨镇，故又称许家屯石棚、九寨石棚，是集墓葬与祭祀于一体的巨石纪念性建筑，1996年被列为第四批全国重点文物保护单位。
石棚山石棚占地5平方米，由五块花岗岩大石板构成，平面呈长方形，东、西、北三面各立石板，围成三壁，高3米；上盖石板，长6米，宽5.7米；壁内石板铺底。石棚山石棚是辽宁保存最完整，体积最大的石棚，时代可能是青铜时代初期。